# Julie Depardieu
Pour les articles homonymes, voir Depardieu.
Julie Depardieu est une actrice française, née le 18 juin 1973 à Boulogne-Billancourt.

## Biographie
Julie Marion Depardieu est la fille de l’actrice Élisabeth Guignot et de Gérard Depardieu. Elle naît le 18 juin 1973, pendant le tournage des Valseuses, film qui rendra bientôt son père célèbre. Par la suite, son père n'hésitera pas à dire qu'elle fut à cette époque son « petit porte-bonheur », son « fétiche ». Elle est la sœur de l'acteur Guillaume Depardieu (1971-2008). Elle a également une demi-sœur et un demi-frère cadets du côté de son père. 
Ne se destinant pas à une carrière d'actrice, elle fait ses études au lycée Pierre-Corneille de La Celle-Saint-Cloud, obtient une maîtrise de philosophie à l'université de Nanterre, fait vingt ans de psychanalyse tout en effectuant des stages dans le milieu du cinéma. Pour sa première figuration active au cinéma, elle donne la réplique à son père dans Le Colonel Chabert en 1994. Depuis cette date, elle a joué dans de nombreux films et productions télévisuelles. Elle devient la première comédienne à obtenir deux César pour le même rôle en 2004 : celui du meilleur espoir et du meilleur second rôle féminin avec La Petite Lili de Claude Miller. Grâce à ce réalisateur, elle obtient d'ailleurs un troisième trophée en 2008 (son second comme meilleur second rôle) grâce à Un secret. En 2008, elle réalise à côté du metteur en scène Stéphan Druet sa première mise en scène pour les opéras en plein air : Les Contes d'Hoffmann de Jacques Offenbach.
Fin novembre 2013, elle apparaît dans les médias français (Canal+ le 26, France Inter le 27) pour faire la promotion de l'album de chansons de son frère Guillaume, Post mortem dont, après son décès, elle a repris la production et procédé à la finalisation.

### Vie privée
De 2001 à 2008, Julie Depardieu a été en couple avec le violoniste Laurent Korcia. Elle vit désormais avec Philippe Katerine, rencontré en 2010 sur le tournage du film Je suis un no man's land. Ils ont deux enfants, Billy, né le 16 juin 2011, et Alfred, né en août 2012.

## Filmographie

### Cinéma

#### Longs métrages
- 1994 : Le Colonel Chabert d'Yves Angelo : Mathilde
- 1994 : La Machine de François Dupeyron : une infirmière
- 1998 : Peut-être de Cédric Klapisch : Nathalie
- 1998 : Dieu est grand, je suis toute petite de Pascale Bailly : Valérie
- 1998 : L'Examen de minuit de Danièle Dubroux : Séréna
- 1999 : 30 ans de Laurent Perrin : Ariane
- 1999 : Les Destinées sentimentales d'Olivier Assayas : Marcelle
- 1999 : Love Me de Laetitia Masson : Barbara
- 2000 : Bad Karma d'Alexis Miansarow : Crystal
- 2000 : In extremis d'Étienne Faure : Anne
- 2000 : Rage de dents de Ian Simpson
- 2000 : Les Marchands de sable de Pierre Salvadori : Catherine
- 2002 : Veloma de Marie de Laubier : Lucie
- 2002 : Bienvenue au gîte de Claude Duty : Nina Strong
- 2002 : Éros thérapie de Danièle Dubroux : Agathe
- 2003 : La Petite Lili de Claude Miller : Jeanne-Marie
- 2003 : Podium de Yann Moix : Véro
- 2003 : Bolondok éneke de Csaba Bereczki : Véronique/Marie
- 2004 : Un long dimanche de fiançailles de Jean-Pierre Jeunet : Véronique Passavant
- 2005 : Le Passager d'Éric Caravaca : Jeanne
- 2005 : Un fil à la patte de Michel Deville : Amélie
- 2005 : L'Œil de l'autre de John Lvoff : Alice
- 2005 : Poltergay d'Éric Lavaine : Emma
- 2005 : La Faute à Fidel ! de Julie Gavras : Marie de la Mesa
- 2005 : Qui m'aime me suive de Benoît Cohen : Praline
- 2005 : Quelqu'un de bien (La Febbre) d'Alessandro d'Alatri : Julie
- 2005 : Sauf le respect que je vous dois de Fabienne Godet : Flora
- 2005 : Paris, je t'aime, sketch 11e arrondissement de Raphaël Nadjari (non intégré dans le film)
- 2006 : Toi et moi de Julie Lopes-Curval : Ariane
- 2006 : Essaye-moi de Pierre-François Martin-Laval : Jacqueline
- 2006 : Mémoire bridée / Moon on the Snow - La Mémoire des autres de Pilar Anguita-Mackay
- 2006 : Un secret de Claude Miller : Louise
- 2007 : Les Témoins d'André Téchiné : Julie
- 2007 : Rush Hour 3 de Brett Ratner : la femme de George
- 2007 : Cowboy de Benoît Mariage : Christelle Piron
- 2008 : Les Femmes de l'ombre de Jean-Paul Salomé : Jeanne
- 2008 : Le Bal des actrices de Maïwenn : Elle-même
- 2009 : Bancs publics (Versailles Rive-Droite) de Bruno Podalydès : la femme du voisin méfiant
- 2009 : La Femme invisible (d'après une histoire vraie) de Agathe Teyssier : Lili
- 2010 : Pièce montée de Denys Granier-Deferre : Marie
- 2010 : Libre échange de Serge Gisquière : Jocelyne Delvaux
- 2010 : Le Mariage à trois de Jacques Doillon : Harriet
- 2011 : Je suis un no man's land de Thierry Jousse : Sylvie
- 2011 : Possessions d'Éric Guirado : Maryline Caron
- 2011 : L'Art d'aimer d'Emmanuel Mouret : Isabelle
- 2013 : Opium d'Arielle Dombasle : Nyx
- 2014 : Les Yeux jaunes des crocodiles de Cécile Telerman : Joséphine
- 2014 : À la vie de Jean-Jacques Zilbermann : Hélène
- 2014 : Magnum de Philippe Katerine : elle-même
- 2016 : C'est quoi cette famille ?! de Gabriel Julien-Laferrière : Agnès
- 2017 : Crash Test Aglaé d'Éric Gravel : Liette
- 2019 : C'est quoi cette mamie ?! de Gabriel Julien-Laferrière : Agnès
- 2020 : De l'or pour les chiens d'Anna Cazenave Cambet : la mère d'Esther
- 2021 : C'est quoi ce papy ?! de Gabriel Julien-Laferrière : Agnès
- 2022 : Placés de Nessim Chikhaoui : Michelle
- 2022 : Zaï zaï zaï zaï de François Desagnat : Fabienne
- 2023 : Les Secrets de la princesse de Cadignan de Arielle Dombasle : la marquise d'Espard

#### Courts métrages
- 1997 : Nos petits tracas de Julie Caignault
- 1998 : HLA identique de Thomas Briat : Valéria
- 2000 : Grand oral de Yann Moix : Sylvie
- 2001 : Spartacus de Virginie Lovisone : la démonstratrice
- 2003 : Le Lion volatil d'Agnès Varda : Clarisse
- 2006 : Salut Vladimir ! d'Anne Benhaïem
- 2011 : Shooting de Jérôme Diamant-Berger

### Télévision
- 1996 : 
  - Les Liens du cœur de Josée Dayan : Sarah
  - Une clinique au soleil (Titre d'abord envisagé : La Passion du docteur Bergh) de Josée Dayan : Valérie Letechin
- 1998 :    
  - Le Comte de Monte-Cristo , mini-série de Josée Dayan : Valentine de Villefort
  - Intime conviction de John Lvoff : Laurence
- 1999 : 
  - Zaïde, un petit air de vengeance de Josée Dayan : Marie
- 2000 : 
  - Deux femmes à Paris de Caroline Huppert : Maud
- 2001 : 
  - Les Enfants d'abord d'Aline Issermann : Cécilia Contini
  - L'Aîné des Ferchaux de Bernard Stora : Lina
- 2002 : 
  - Jean Moulin, une affaire française de Pierre Aknine : Sœur Henriette
- 2003 : 
  - Le Porteur de cartable de Caroline Huppert : Mademoiselle Ceylac
  - La Maison des enfants d'Aline Issermann : Charlotte
- 2004 : 
  - Milady de Josée Dayan : Constance
- 2005 : 
  - Celle qui reste de Virginie Sauveur : Jeanne
  - Les Rois maudits de Josée Dayan : Jeanne de Bourgogne
- 2007 : 
  - Elles et moi de Bernard Stora
- 2009 : 
  - Contes et nouvelles du XIXe siècle : Boubouroche de Laurent Heynemann
- 2011 : 
  - Bouquet final de Josée Dayan : Claire
- 2013 : 
  - La Famille Katz (série en 6 épisodes) d'Arnauld Mercadier : Théa Katz
  - Indiscrétions de Josée Dayan : Julie Lefort
- 2016 : 
  - La Tueuse caméléon de Josée Dayan : Jenny Cosson
  - Le Mari de mon mari de Charles Nemes : Juliette[3]
- 2017 : 
  - Capitaine Marleau (épisode 7 : À ciel ouvert) de Josée Dayan
  - Le Tueur du lac de Jérôme Cornuau : Laure
  - Les Chamois de Philippe Lefebvre : Krystel Bernard
- 2018 : 
  - Depuis 2018 : Alexandra Ehle, série créée par Elsa Marpeau : Alexandra Ehle
  - Les Chamois de Philippe Lefebvre : Krystel Bernard
- 2021 : 
  - Le Grand Restaurant : Réouverture après travaux de Romuald Boulanger
  - Fugueuse de Jérôme Cornuau : Sylvie
  - La petite  histoire de France : Chlothilde (personnage récurrent depuis 2021)
- 2022 :  
  - Disparition inquiétante, épisode Sous pression : Léo Etchegarray
  - Ils s'aiment...enfin presque ! d'Hervé Brami : Maria, la gardienne de l'immeuble
  - Diane de Poitiers de Josée Dayan (téléfilm en deux parties) : une paysanne

## Théâtre
- 2003 : Mémoires de deux jeunes mariées d'Honoré de Balzac, mise en scène Jacques Décombe, Pépinière Opéra
- 2004 : Le Jardin aux betteraves de Roland Dubillard, mise en scène Jean-Michel Ribes, Théâtre du Rond-Point, Théâtre national de Nice, La Criée, tournée
- 2010 : Nono de Sacha Guitry, mise en scène Michel Fau, théâtre de la Madeleine et tournée
- 2014 : Le Misanthrope de Molière, mise en scène Michel Fau, Théâtre de l'Œuvre (Paris) et théâtre Montansier (Versailles)
- 2018 : Fric-Frac d'Édouard Bourdet, mise en scène Michel Fau, théâtre de Paris
- 2022 : Snow Therapy de Ruben Östlund, mise en scène Salomé Lelouch, théâtre du Rond-Point
- 2023 : Bunker de Christian Siméon, mise en scène Johanna Boyé, théâtre Tristan Bernard

### Mise en scène

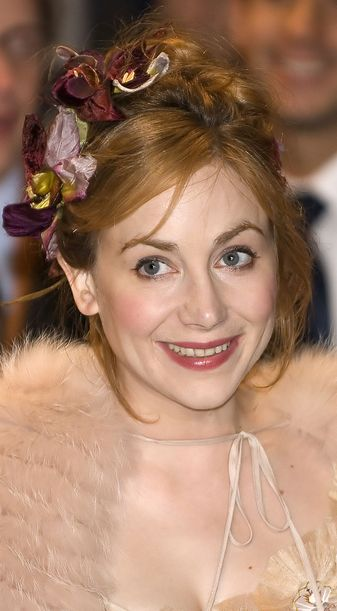
Julie Depardieu à Berlin en 2007.

- 2008 : Les Contes d'Hoffmann d'Offenbach co- mise en scène avec Stéphan Druet produit par Tristan Duval[4]

## Discographie
- 2006 : Born to Be Alive (reprise du morceau original de Patrick Hernandez - BO du film Poltergay)
- 2007 : Adieu Camille (en duo avec Marc Lavoine)
- 2009 : Dans les films (composé par Pauline Croze - BO du film Le Bal des actrices)

## Distinctions

### Récompenses
- César 2004 : 
  - César du meilleur espoir féminin pour La Petite Lili
  - César du meilleur second rôle féminin pour La Petite Lili
- César 2008 : César du meilleur second rôle féminin pour Un secret.

### Nominations
- César 2005 : César du meilleur second rôle féminin pour le film Podium
- Molières 2011 : Molière de la comédienne pour Nono
- Molières 2022 : Molière de la comédienne dans un spectacle de théâtre public pour Snow Thérapie